# Colibrí de Bouguer
El colibrí de Bouguer (Urochroa bougueri) és una espècie d'ocell de la família dels troquílids tradicionalment considerat l'única espècie del gènere Urochroa (Gould, 1856).

## Subespècies
Segons la classificació de Clements 2017, aquesta espècie es classifica en dues subespècies:
- U. b. bougueri (Bourcier, 1851). Del sud-oest de Colòmbia i de l'Equador.
- U. b. leucura Lawrence, 1864. Del sud de Colòmbia, Equador oriental i nord-est del Perú.

Segons la classificació del HBW Alive, 2017, aquestes subespècies són en realitat dues espècies diferents:
- colibrí de Bouguer (Urochroa bougueri).
- colibrí de carpó daurat (Urochroa leucura).